# آرزوی بزرگ
آرزوی بزرگ فیلمی به کارگردانی خسرو شجاعی، نویسندگی خسرو شجاعی و بهمن روزبهانی و تهیه‌کنندگی عباس جهانبخش محصول سال ۱۳۷۳ است.

## خلاصه فیلم
نویسنده‌ای با نام بهروز بهروزان پس از مدتی تلاش موفق می‌شود فیلم‌نامه‌ای را که نوشته‌است، به تصویب برساند. حالا گمان می‌کند درهای موفقیت به رویش باز شده و به همه آرزوهایش خواهد رسید. او همسرش «رؤیا» را به این امید که بزودی زندگی آن‌ها تغییر خواهد کرد، شادمان می‌سازد. او به دفاتر مختلف و تهیه‌کنندگان متنوعی مراجعه می‌کند، اما هر کدام از آن‌ها می‌خواهند عقاید و سلیقه‌های خود را وارد فیلمنامه کنند که او موافق نیست و این مشکلاتی را برای او پیش می‌آورد، اما نهایتاً پس از ماجراهای بسیار، او موفق می شود و سرانجام زندگی او و همسرش شکل می‌گیرد.

## بازیگران
- اکبر عبدی
- امین تارخ
- فاطمه گودرزی
- حمید لولایی
- کیومرث ملک مطیعی
- کیهان ملکی
- جهانگیر فروهر
- حسین پناهی